# 嵴刺腔吻鳕
嵴刺腔吻鳕（学名：Coelorhynchus carinifer）为长尾鳕科腔吻鳕属的鱼类。分布于婆罗洲Sipadan岛以及吕宋岛南部西侧南中国海等，属于西太平洋热带水深431.6-759米海区的远洋底层鱼类。该物种的模式产地在吕宋岛南部南中国海。